# Jakov Grot
Jakov Karlovitj Grot (ryska: Яков Карлович Грот), född 15 december 1812 i Sankt Petersburg, död där 24 maj 1893, var en rysk filolog verksam vid Helsingfors universitet; far till Konstantin Grot och Nikolaus Grot.
Grot utgav en rad textutgåvor, kommentarer och litterära studier över författare som Michail Lomonosov, Nikolaj Karamzin och Aleksandr Pusjkin. Grot, som på 1840-talet var professor i Helingfors i ryska språket, litteraturen och historien, var mycket intresserad av Skandinavien, som han ofta besökte och skildrade i sina verk. Han översatte en hel del svenskspråkig litteratur, bland annat flera av vännen Johan Ludvig Runebergs arbeten, Esaias Tegnérs Frithiofs saga (1841) och författade på svenska en lärobok i ryska samt en handledning i Rysslands äldre historia. 
Efter 1852 var han bosatt i Sankt Petersburg som lärare för tronföljarens, senare kejsarens söner. Från 1858 var han ledamot av kejserliga vetenskapsakademin och ägnade sina främsta krafter åt ryska språket, och ledde den nya bearbetningen av dess stora ordbok. Som historiker behandlade Grot 1600- och 1700-talens personhistoria. Han blev hedersdoktor vid Lunds universitet 1880. Uppsala universitetsbiblioteks rika samlingar av ryska tryck, framför allt från 1800-talet, har främst tillkommit genom Grots förmedling. Hans samlade verk, redigerade av sonen Konstantin Grot utkom i 5 band 1898-1903.
Grot är för eftervärlden främst känd för sin bok Русское правописаніе (2 band, 1873–1876) i vilken han lade fram en standardisering av ryskans stavning. Efter ryska revolutionen 1917 genomgick språket ytterligare en omfattande stavningsreform, men den senare ändrade bara praktiska detaljer och låg teoretiskt helt i linje med Grots arbete.

## Utmärkelser
- Sankt Vladimirs orden, fjärde klassen,  1844[4]
- Sankt Annas orden, andra klass,  1847[4]
- Sankt Vladimirs orden, tredje klass,  1858[4]
- Sankt Stanislausorden, första klassen,  1861[4]
- Sankt Annas orden, första klass,  1863[4]
- Sankt Annas orden, första klass med kejsarkrona,  1865[4]
- Vita örnens orden,  1876[4]
- Sankt Vladimirs orden, andra klassen,  1876[4]
- Riddare av Sankt Alexander Nevskij-orden,  1881[4]
- Sankt Annas orden, andra klass med kejsarkrona[4]

[Redigera Wikidata]